# 2000年美国—中国关系法案
2000年美国－中国关系法案（U.S.–China Relations Act of 2000）是有关中美两国达成的确立两国永久性正常贸易关系的美国国会法案，法案也允许美国对中国实施反倾销政策。
1999年11月15日在中國北京，中美两国就中国加入世贸组织达成双边协议。2000年5月24日和9月19日，美国众议院和参议院分别通过了H.R.4444号法案。该法案终止了原“杰克逊-瓦尼克修正案”对中国的适用，有效确立了两国的永久性正常贸易关系。10月10日，时任美国总统比尔·克林顿签署了该法案，使之成为法律。该法律为中美之间适用世贸组织协议扫清了法律障碍。
2001年，此法案成立了美國國會及行政部門中國問題委員會，現任主席是美國眾議院外交事務委員會、共和黨人克里斯·史密斯。